# Overliggeld
Overliggeld, beter bekend onder de Engelse benaming demurrage, is de vergoeding die aan de rederij betaald wordt voor een vertraging waar ze niet verantwoordelijk voor is en die langer duurt dan de afgesproken ligtijd.
Bij een bevrachting wordt een ligtijd afgesproken voor laden en lossen. Indien deze periode overschreden wordt, is er sprake van overligdagen. Als de oorzaak buiten de verantwoordelijkheid ligt van de rederij, dan kan deze afhankelijk van het contract — de charterpartij — recht hebben op overliggeld. Andersom kan afgesproken worden dat als het laden en lossen sneller gaat dan de afgesproken ligtijd, de reder een som terugbetaalt. De korting wordt dispatch genoemd.
Kosten met betrekking tot het nastreven of verdedigen van claims en geschillen die voortvloeien uit vergoedingen van overliggeld, kunnen verzekerd worden door een zogenaamde FD & D-verzekering, "Freight, Demurrage and Defense", die door een P&I club worden aangeboden.